# Ronde van Frankrijk 2008/Tiende etappe
De tiende etappe van de Ronde van Frankrijk 2008 werd verreden op 14 juli 2008 over een afstand van 154 kilometer tussen Pau en Hautacam. Het was de tweede Pyreneeën-etappe en de laatste etappe voor de eerste rustdag.
Gedurende deze rit moesten twee zware cols beklommen worden, de Col du Tourmalet en de Col d'Hautacam.

## Verloop
Om tien voor één vertrokken de renners voor de korte maar lastige tiende etappe. Na 10 kilometer ontstond een kopgroep van 24 renners. De namen: Jaroslav Popovytsj, Fabian Cancellara, Iñaki Isasi, José Iván Gutiérrez, Marcus Burghardt, John-Lee Augustyn, Gianpaolo Cheula, Filippo Pozzato, Christophe Le Mével, Matteo Tosatto, Hubert Dupont, Markus Fothen, Sebastian Lang, de Duitse kampioen Fabian Wegmann, Romain Feillu, de Franse kampioen Nicolas Vogondy, Óscar Freire, Pierrick Fédrigo, Sébastien Chavanel, Rémy Di Grégorio, Jérémy Roy, Rubens Bertogliati, leider in het bergklassement David de la Fuente en Leonardo Duque. De mannen van Team Milram en Team Garmin - Chipotle waren vooraan niet vertegenwoordigd en zetten zich op de kop van het peloton: de voorsprong werd nooit groter dan anderhalve minuut. Na de tweede tussensprint viel de kopgroep uiteen: Fabian Cancellara, Hubert Dupont, Markus Fothen, Óscar Freire, Rémy Di Grégorio, Jérémy Roy en Leonardo Duque zetten door, de rest drong niet meer aan en werd ingelopen door het peloton. De zeven renners voorop genoten nu wel de goedkeuring van het peloton en konden zo een mooie voorsprong bijeen fietsen.
Na 75 kilometer ontsnapte Freddy Bichot uit het peloton. Aan de voet van de Col du Tourmalet lag hij maar een halve minuut meer achter op de kopgroep, het peloton volgde op 8 minuten. Bichot is echter geen al te goede klimmer en kon de kloof niet meer dichten. Óscar Freire loste al snel, hij probeerde zo weinig mogelijk krachten te verspelen om nog fris te zitten voor de massasprints in de volgende ritten. Op ruim 10 kilometer van de top van de Tourmalet liet Di Grégorio zijn medevluchters achter zich: langzaam maar zeker nam hij meer afstand van zijn achtervolgers, waar Fabian Cancellara en Markus Fothen moesten lossen. In het peloton bepaalde Team CSC - Saxo Bank het tempo, en hoewel ze niet echt dichter kwamen bij de eenzame leider, moesten toch eerst Roman Kreuziger en later zelfs Damiano Cunego en Alejandro Valverde lossen op een paar kilometer van de top. Boven op de Tourmalet had Di Grégorio ruim 2 minuten voorsprong op de eerste achtervolgers, het peloton kwam boven op 6 minuten. Valverde lag 45 seconden achter op de favorieten.
Tijdens de afdaling liet Cancellara zich inlopen door het peloton om samen met Jens Voigt tempo te rijden in de afdaling en in het dal. De voorsprong van Di Grégorio slonk zienderogen: bij de voet van de Col d'Hautacam, de slotklim, had hij maar een halve minuut meer op het peloton, dat de achtervolgers al had bijgehaald. Hij werd al snel ingelopen.
Op de slotklim probeerde Fränk Schleck al snel weg te rijden van de rest. Zijn eerste poging werd ongedaan gemaakt, maar zijn tweede aanval was de goede. Even verderop kreeg hij het gezelschap van Leonardo Piepoli, Juan José Cobo, Bernhard Kohl en Vladimir Jefimkin. Kim Kirchen moest al snel de rol lossen bij de achtervolgers met onder andere Cadel Evans, Denis Mensjov en Carlos Sastre. Niemand van dezen durfde echt aan te vallen, de kloof met de kopgroep liep op. Nadat Kohl en Jefimkin vooraan al gelost waren, kreeg ook Schleck het moeilijk: hij kon nog weleens terugkomen, maar daarna moest hij Piepoli en Cobo toch laten gaan. De twee renners van Saunier Duval kwamen samen aan de finish, het was Piepoli die als eerste over de streep bolde.
Cadel Evans had uiteindelijk één seconde voorsprong op Fränk Schleck in het algemeen klassement. Valverde finishte op bijna 6 minuten en verspeelde zijn goede plaats in het klassement. Ook Cunego verloor bijna 6 minuten en zijn kans op de eindzege.

### Tussensprints
| Tussensprint Lamarque-Pontacq na 44 km |                 |        |
| Plaats                                 | Naam            | Punten |
| Winnaar                                | Óscar Freire    | 6      |
| 2                                      | Romain Feillu   | 4      |
| 3                                      | Filippo Pozzato | 2      |

| Tussensprint Pouzac na 74,5 km |                |        |
| Plaats                         | Naam           | Punten |
| Winnaar                        | Óscar Freire   | 6      |
| 2                              | Leonardo Duque | 4      |
| 3                              | Jérémy Roy     | 2      |

### Bergsprints
| Beklimming Côte de Benejacq na 38,5 km | Beklimming Côte de Benejacq na 38,5 km | Beklimming Côte de Benejacq na 38,5 km | 3e cat. 2,6 km à 6,9 % | 3e cat. 2,6 km à 6,9 % |
| Plaats                                 | Naam                                   | Naam                                   | Punten                 |                        |
| Winnaar                                | David de la Fuente                     | David de la Fuente                     | 4                      |                        |
| 2                                      | Filippo Pozzato                        | Filippo Pozzato                        | 3                      |                        |
| 3                                      | Leonardo Duque                         | Leonardo Duque                         | 2                      |                        |
| 4                                      | Pierrick Fédrigo                       | Pierrick Fédrigo                       | 1                      |                        |

| Beklimming Loucrup na 67 km | Beklimming Loucrup na 67 km | Beklimming Loucrup na 67 km | 3e cat. 2,0 km à 6,9 % | 3e cat. 2,0 km à 6,9 % |
| Plaats                      | Naam                        | Naam                        | Punten                 |                        |
| Winnaar                     | Leonardo Duque              | Leonardo Duque              | 4                      |                        |
| 2                           | Rémy Di Grégorio            | Rémy Di Grégorio            | 3                      |                        |
| 3                           | Markus Fothen               | Markus Fothen               | 2                      |                        |
| 4                           | Jérémy Roy                  | Jérémy Roy                  | 1                      |                        |

| Beklimming Col du Tourmalet na 116,5 km | Beklimming Col du Tourmalet na 116,5 km | Beklimming Col du Tourmalet na 116,5 km | HC cat. 23,4 km à 7,5 % | HC cat. 23,4 km à 7,5 % |
| Plaats                                  | Naam                                    | Naam                                    | Punten                  |                         |
| Winnaar                                 | Rémy Di Grégorio                        | Rémy Di Grégorio                        | 20                      |                         |
| 2                                       | Jérémy Roy                              | Jérémy Roy                              | 18                      |                         |
| 3                                       | Hubert Dupont                           | Hubert Dupont                           | 16                      |                         |
| 4                                       | Leonardo Duque                          | Leonardo Duque                          | 14                      |                         |
| 5                                       | Markus Fothen                           | Markus Fothen                           | 12                      |                         |
| 6                                       | Fabian Cancellara                       | Fabian Cancellara                       | 10                      |                         |
| 7                                       | Óscar Freire                            | Óscar Freire                            | 8                       |                         |
| 8                                       | Riccardo Riccò                          | Riccardo Riccò                          | 7                       |                         |
| 9                                       | Jens Voigt                              | Jens Voigt                              | 6                       |                         |
| 10                                      | Carlos Sastre                           | Carlos Sastre                           | 5                       |                         |

| Beklimming Hautacam na 165 km | Beklimming Hautacam na 165 km | Beklimming Hautacam na 165 km | HC cat. 15,2 km à 7,2 % | HC cat. 15,2 km à 7,2 % |
| Plaats                        | Naam                          | Naam                          | Punten                  |                         |
| Winnaar                       | Leonardo Piepoli              | Leonardo Piepoli              | 40                      |                         |
| 2                             | Juan José Cobo                | Juan José Cobo                | 36                      |                         |
| 3                             | Fränk Schleck                 | Fränk Schleck                 | 32                      |                         |
| 4                             | Bernhard Kohl                 | Bernhard Kohl                 | 28                      |                         |
| 5                             | Vladimir Jefimkin             | Vladimir Jefimkin             | 24                      |                         |
| 6                             | Riccardo Riccò                | Riccardo Riccò                | 20                      |                         |
| 7                             | Carlos Sastre                 | Carlos Sastre                 | 16                      |                         |
| 8                             | Cadel Evans                   | Cadel Evans                   | 14                      |                         |
| 9                             | Denis Mensjov                 | Denis Mensjov                 | 12                      |                         |
| 10                            | Christian Vande Velde         | Christian Vande Velde         | 10                      |                         |

## Uitslag
| rang | renner                | land             | ploeg                  | tijd       |
| ---- | --------------------- | ---------------- | ---------------------- | ---------- |
| 1    | Leonardo Piepoli      | Italië           | Saunier Duval          | 4u 19' 27" |
| 2    | Juan José Cobo        | Spanje           | Saunier Duval          | z.t.       |
| 3    | Fränk Schleck         | Luxemburg        | Team CSC - Saxo Bank   | op 28"     |
| 4    | Bernhard Kohl         | Oostenrijk       | Team Gerolsteiner      | op 1' 06"  |
| 5    | Vladimir Jefimkin     | Rusland          | AG2R                   | op 2' 05"  |
| 6    | Riccardo Riccò        | Italië           | Saunier Duval          | op 2'17"   |
| 7    | Carlos Sastre         | Spanje           | Team CSC - Saxo Bank   | z.t.       |
| 8    | Cadel Evans           | Australië        | Silence-Lotto          | z.t.       |
| 9    | Denis Mensjov         | Rusland          | Rabobank               | z.t.       |
| 10   | Christian Vande Velde | Verenigde Staten | Team Garmin - Chipotle | z.t.       |

## Algemeen klassement
| rang | renner                | land             | ploeg                  | tijd        |
| ---- | --------------------- | ---------------- | ---------------------- | ----------- |
|      | Cadel Evans           | Australië        | Silence-Lotto          | 42u 29' 09" |
| 2    | Fränk Schleck         | Luxemburg        | Team CSC - Saxo Bank   | op 1"       |
| 3    | Christian Vande Velde | Verenigde Staten | Team Garmin - Chipotle | op 38"      |
| 4    | Bernhard Kohl         | Oostenrijk       | Team Gerolsteiner      | op 46"      |
| 5    | Denis Mensjov         | Rusland          | Rabobank               | op 57"      |
| 6    | Carlos Sastre         | Spanje           | Team CSC - Saxo Bank   | op 1' 28"   |
| 7    | Kim Kirchen           | Luxemburg        | Team Columbia          | op 1' 56"   |
| 8    | Juan José Cobo        | Spanje           | Saunier Duval          | op 2' 10"   |
| 9    | Riccardo Riccò        | Italië           | Saunier Duval          | op 2' 29"   |
| 10   | Vladimir Jefimkin     | Rusland          | AG2R                   | op 2' 32"   |

## Strijdlustigste renner
| renner           | land      | ploeg                 |
| ---------------- | --------- | --------------------- |
| Rémy Di Grégorio | Frankrijk | La Française des Jeux |

## Nevenklassementen

### Puntenklassement
| rang | renner       | land               | ploeg           | punten |
| ---- | ------------ | ------------------ | --------------- | ------ |
|      | Óscar Freire | Vlag van Spanje    | Rabobank        | 131    |
| 2    | Kim Kirchen  | Vlag van Luxemburg | Team Columbia   | 123    |
| 3    | Thor Hushovd | Vlag van Noorwegen | Crédit Agricole | 105    |

### Bergklassement
| rang | renner             | land      | ploeg             | punten |
| ---- | ------------------ | --------- | ----------------- | ------ |
|      | Riccardo Riccò     | Italië    | Saunier Duval     | 77     |
| 2    | David de la Fuente | Spanje    | Saunier Duval     | 65     |
| 3    | Sebastian Lang     | Duitsland | Team Gerolsteiner | 57     |

### Jongerenklassement
| rang | renner          | land   | ploeg         | tijd        |
| ---- | --------------- | ------ | ------------- | ----------- |
|      | Riccardo Riccò  | Italië | Saunier Duval | 42u 31' 38" |
| 2    | Vincenzo Nibali | Italië | Liquigas      | op 1' 49"   |
| 3    | Maxime Monfort  | België | Cofidis       | op 4' 18"   |

### Ploegenklassement
| rang | ploeg                | land       | tijd         |
| ---- | -------------------- | ---------- | ------------ |
|      | Saunier Duval        | Spanje     | 127u 29' 48" |
| 2    | Team CSC - Saxo Bank | Denemarken | op 4' 40"    |
| 3    | AG2R                 | Frankrijk  | op 9' 29"    |

1e etappe ·
2e etappe ·
3e etappe ·
4e etappe ·
5e etappe ·
6e etappe ·
7e etappe ·
8e etappe ·
9e etappe ·
10e etappe ·
11e etappe ·
12e etappe ·
13e etappe ·
14e etappe ·
15e etappe ·
16e etappe ·
17e etappe ·
18e etappe ·
19e etappe ·
20e etappe ·
21e etappe
Startlijst · Eindstanden · Afbeeldingen